# Hole-Halbinsel
Die Hole-Halbinsel ist eine markante, niedrige und größtenteils vereiste Halbinsel, die den südöstlichen Teil der westantarktischen Rothschild-Insel bildet. Auf der Halbinsel befindet sich der östliche Teil der Desko Mountains einschließlich des Schenck Peak.
Das UK Antarctic Place-Names Committee benannte die Halbinsel 2021 nach dem Geologen Malcom J. Hole (* 1960) von der University of Aberdeen, der in drei Kampagnen für den British Antarctic Survey zwischen 1983 und 1987 in Antarktika einschließlich dieses Gebiets tätig war.